# Золотухин, Евгений Валерьевич
Евге́ний Вале́рьевич Золоту́хин (26 мая 1982, Куйбышев, СССР — 22 июня 2001, с. Алхан-Кала, Грозненский район, Чечня) — рядовой Внутренних войск МВД РФ, участник Второй чеченской войны, Герой Российской Федерации (2001, посмертно). Старший стрелок-гранатомётчик 8-го отряда специального назначения «Русь» внутренних войск МВД РФ.

## Биография
Родился 26 мая 1982 года в городе Куйбышеве (ныне Самара). Русский. Окончил среднюю школу и профессионально-техническое училище № 34 по специальности «автомеханик».
В июне 2000 года был призван Промышленным РВК Самары на срочную службу в отряд специального назначения «Русь» Московского округа внутренних войск МВД России, в составе которого принимал участие в боевых действиях в ходе Второй чеченской войны (ликвидировал несколько боевиков).
В мае 2001 года по просьбе матери Евгения перевести сына служить на родину (в Самару) был подготовлен приказ о переводе, но согласно рапорту самого бойца, он был оставлен в своём отряде.
22 июня 2001 года в селе Алхан-Кала Грозненского района Чечни отряд «Русь» совместно с подразделениями специального назначения ФСБ России проводил спецоперацию по поимке одного из главарей бандформирований — Арби Бараева. При поиске в одном из домов частного сектора на улице Совхозной был обнаружен замаскированный схрон, заваленный старой мебелью. Прикрывавший командира взвода рядовой Е. В. Золотухин первым увидел замаскированный ствол автомата и закрыл собой капитана Бородина, приняв на себя очередь. От множественных пулевых ранений смерть наступила через несколько минут, при оказании первой медицинской помощи.
Двое боевиков (телохранители Бараева, клички Пантера и Гиббон) были уничтожены на месте, а с рассветом в укрытии был обнаружен след из крови, следуя по которому спецназовцы в соседнем дворе нашли ещё один схрон, где находился получивший несколько ранений и умерший от потери крови Арби Бараев. Всего в операции в Алхан-Кале спецназ внутренних войск МВД и ФСБ России уничтожил 21 боевика.
Е. В. Золотухин похоронен на кладбище Рубежное в Самаре.
Указом Президента Российской Федерации № 1028 от 10 августа 2001 года за мужество и героизм, проявленные при выполнении специального задания в условиях, сопряжённых с риском для жизни, рядовому Золотухину Евгению Валерьевичу присвоено звание Героя Российской Федерации (посмертно).

## Память
Его имя присвоено профессионально-техническому училищу № 34, одной из улиц в Самаре (микрорайон Крутые Ключи), и МБОУ «Школа Кадет №95 имени Героя Российской Федерации Е. В. Золотухина»..
В 2008 году общественной премией «Честь и доблесть» в номинации «За материнский подвиг» награждена мать героя — Золотухина Тамара Дмитриевна.
С 2014 года одна из улиц в микрорайоне Крутые Ключи носит имя Евгения Золотухина.
С 2015 года его имя присвоено Государственному автономному образовательному учреждению Самарской области «Самарскому колледжу сервиса производственного оборудования имени Героя Российской Федерации Е. В. Золотухина».